# Срам (норвешка ТВ серија)
Срам (норв. Skam) је норвешка веб-серија, која говори о свакодневном животу тинејџера из гимназије „Хартвиг Нисен“ у Ослу. 

## Радња
Прича о младим тинејџерима у гимназији „Хартвиг Нисен” у Ослу и њиховим проблемима, скандалима и свакодневном животу сваке сезоне се дешава и говори са становишта другог тинејџера. Прва епизода приказана је 25. септембра 2015. године, а последња 24. јуна 2017. Продукција друге и треће сезоне SKAM-а је коштала 10 милиона долара.

## Улоге
- Лиса Теиџ као Ева Квиг Мохн.
- Џозефина Фрида Петерсен као Нора Амали Сатре.
- Тарјеи Сандвик Мое као Исак Валтерсен.
- Марлон Лангланд Као Јонас Ноах Васкуез.
- Улрике Фалх као Вилде Хелеруд Лиен.
- Иман Мескини као Сана Бакуш.
- Ина Свенингдал као Крис Берг.
- Херман Томерас као Кристофер Скистад.
- Цецилие Мартинсен као Ингрид Тхеис Гаупсет.
- Кристина Одегард као Сара Норстелиен.
- Томас Хајес као Вилијам Магнусон
- Карл Мартин Егесбо као Ескилд Тригвасон
- Ракел Офсти Несје као Лин Ларсен Хансен
- Артур Хакалахти као Каспер Фолкестад
- Хенрик Холм као Евен Бех Нешеим
- Руби Дагнал као Ема В. Ларзен
- Саша Клебер Нилигира као Махди Диси
- Давид Алекандер Сјохолт као Магнус Фосбакен  Хартвиг Нисен

## Хартвиг Нисен
Серија се фокусира на свакодневни живот тинејџера у школи „Хартвиг Нисен", престижној гимназији, која се налази у Ослу, са адресом Niels Juels Gate (Niels Juel Street) 56.  Школа је неформално и широко позната као „Нисен". Основао ју је Хартвиг Нисен 1849. године као приватну школу за девојке, која је служила вишој буржоазији. То је друга најстарија гимназија у Ослу и сматра се једном од најпрестижнијих у земљи; њу су похађали многи познати појединци као и два члана норвешке краљевске породице. Школа је била прва виша школа у Норвешкој која је признала жене. 

## Продукција
Џули Андем је створила „Срам”. У интервјуу у априлу 2016. године, Андем је говорила о продукцији серије. Првобитно продуциран за 16-годишње девојчице, Андем је користила модел производње "ППБК" ("Потребе / Приступ / Бенефит / Конкуренција"), а уместо прикупљања информација из огромне количине извора, одржала је дугогодишњи интервју са једним представником како би открили оно што је та специфична циљна публика имала да би покрила ту причу. За разлику од америчких емисија, које су примарно само привлачиле пажњу тинејџера, Андем је изјавила да има једну предност; она зна ко је публика и уз коју културу су они одрастали. Једна главна област истраживања која је пронађена кроз била је притисак; она је изјавила да је "притисак за извођење врло висок за ову циљну публику. Треба да наступи на толико начина. То је у реду и не мора нужно бити опасно или нездраво. Али што је нездраво је то што многи осећају да они не могу да испуне захтеве, и стога се осећају као да нису успели. Они се константно упоређују једни са другима. А у тој истрази основна мисија била је: како им омогућити да се реше тог притиска помоћу серије као што је „Срам”!?

## Епизоде
| Сезона | Број епизода | Почетак емитовања   | Крај емитовања     |
| ------ | ------------ | ------------------- | ------------------ |
| 1      | 11           | 25. септембар 2015. | 11. децембар 2015. |
| 2      | 12           | 4. март 2016.       | 3. јун 2016.       |
| 3      | 10           | 7. октобар 2016.    | 16. децембар 2016. |
| 4      | 10           | 14. април 2017.     | 24. јун 2017.      |

### Прва сезона
Први клип прве епизоде је објављен у уторак, 22. септембра 2015. године. Током те недеље изашло је још неколико клипова, који су чинили прву епизоду, која је коначно објављена у петак, 25. септембра 2015. године. Прва сезона се састоји од 11 епизода и главни лик је Ева Мохн. Радња говори о Евиној компликованој вези са њеним дечком Јонасом и о темама усамљености, идентитета, припадања и пријатељства.
| Епизода | Име епизоде (на српском)                   | Трајање епизоде | Датум изласка       |
| ------- | ------------------------------------------ | --------------- | ------------------- |
| 1       | „Изгледаш као дроља“                       | 20 минута       | 25. септембар 2015. |
| 2       | „Јонас, ово је тако глупо“                 | 17 минута       | 2. октобар 2015.    |
| 3       | „Ми смо највећи губитници у школи“         | 17 минута       | 9. октобар 2015.    |
| 4       | „Само напред, мала дрољо“                  | 15 минута       | 16. октобар 2015.   |
| 5       | „Шта те пали?“                             | 19 минута       | 23. октобар 2015.   |
| 6       | „Знаш када дечко лаже“                     | 23 минута       | 30. октобар 2015.   |
| 7       | „Увек мислим да нешто није у реду са мном“ | 20 минута       | 13. новембар 2015.  |
| 8       | „Цела школа ме мрзи“                       | 24 минута       | 20. новембар 2015.  |
| 9       | „Ти си оно шта радиш“                      | 21 минута       | 27. новембар 2015.  |
| 10      | „Мислим да си постао скроз психо“          | 21 минута       | 4. децембар 2015.   |
| 11      | „Стварно глуп избор“                       | 35 минута       | 11. децембар 2015.  |

### Друга сезона
Први клип прве епизоде је објављен у понедељак, 29. фебруара 2016. Током те недеље изашло је још неколико клипова, који су чинили прву епизоду друге сезоне, која је у целости објављена у петак, 4. марта 2016. године. Друга сезона се састоји од 12 епизода и њен главни лик је Нора Амали Сатре. Радња говори о њеној вези са Вилијамом, о пријатељству, феминизму, поремећајима у исхрани, самопоуздању, насиљу, сексуалном насиљу и о мигрантској кризи у Европи.
| Епизода | Име епизоде (на српском)                                   | Трајање епизоде | Датум изласка   |
| ------- | ---------------------------------------------------------- | --------------- | --------------- |
| 1       | „Да си само испунила своја обећања“                        | 26 минута       | 4. март 2016.   |
| 2       | „Лажеш пријатељицу и кривиш мене“                          | 26 минута       | 11. март 2016.  |
| 3       | „Да ли кријеш нешто од нас?“                               | 36 минута       | 18. март 2016.  |
| 4       | „Знала сам да нешто није у реду са њом“ (ускршњи специјал) | 29 минута       | 25. март 2016.  |
| 5       | „Свакако нисам љубоморна“                                  | 32 минута       | 1. април 2016.  |
| 6       | „Не желим да будем заштићена“                              | 24 минута       | 22. април 2016. |
| 7       | „Нора, теби треба к****“                                   | 24 минута       | 29. април 2016. |
| 8       | „Ти само мислиш о Вилијаму“                                | 41 минут        | 6. мај 2016.    |
| 9       | „Много ми недостајеш“                                      | 22 минута       | 13. мај 2016.   |
| 10      | „Све ћу објаснити“                                         | 49 минута       | 20. мај 2016.   |
| 11      | „Да ли се заиста не сећаш ничега?“                         | 30 минута       | 27. мај 2016.   |
| 12      | „Хоћеш ли се уселити са мном?“                             | 50 минута       | 3. јун 2016.    |

### Трећа сезона
Први клип прве епизоде ове сезоне је објављен у недељу, 2. октобра 2016. године. Током те недеље изашло је још неколико клипова, који су чинили прву епизоду. Она је у целости објављена у петак, 7. октобра 2016. године. Трећа сезона садржи 10 епизода и њен главни лик је Исак Валтерсен. Радња говори о развоју Исакове везе са Евеном Бех Нешеимом и главна тема је откривање сопствене сексуалности. Она се, такође, бави темом љубави, идентитета, менталне болести, религије и пријатељства.
| Епизода | Име епизоде (на српском)                                                      | Трајање епизоде | Датум изласка      |
| ------- | ----------------------------------------------------------------------------- | --------------- | ------------------ |
| 1       | „Срећно, Исак“                                                                | 27 минута       | 7. октобар 2016.   |
| 2       | „Ти си пунолетан, зар не?“                                                    | 26 минута       | 14. октобар 2016.  |
| 3       | „Превише се везујеш/Она је напаљена“                                          | 22 минута       | 21. октобар 2016.  |
| 4       | „Плива ми се /Онда правимо пре-журку заједно?“                                | 20 минута       | 28. октобар 2016.  |
| 5       | „У исто време на скроз различитом месту/Могу ли остати овде са тобом заувек?“ | 30 минута       | 4. новембар 2016.  |
| 6       | „Ескобар сезона/ Зар не можеш само да кажеш то?“                              | 19 минута       | 18. новембар 2016. |
| 7       | „Јеси ли геј?“                                                                | 23 минута       | 25. новембар 2016  |
| 8       | „Човек мојих снова /Престани јебено да зовеш, Исак“                           | 30 минута       | 2. децембар 2016.  |
| 9       | „Проћи ће/Говорна пошта“                                                      | 18 минута       | 9. децембар 2016.  |
| 10      | „Минут по минут/Видео сам те првог дана у школи“                              | 33 минута       | 16. децембар 2016. |

- Телевизијска компанија NRK TV и канал NRK P3 су користили различите наслове за 7 епизода треће сезоне.

### Четврта сезона
Први клип прве епизоде четврте сезоне је објављен у понедељак, 10. априла 2017. године. Током те недеље изашло је још неколико клипова, који су чинили прву епизоду. Она је у целости објављена у петак, 14. априла 2017. године. Четврта сезона садржи 10 епизода и њен главни лик је Сана Бакуш. Радња говори о исламској религији, забрањеној љубави, насиљу на интернету, пријатељству и норвешком "рус" периоду.
Последња епизода серије се није базирала на погледу једног лика, већ је сваки клип те епизоде био посвећен другом лику. У питању су били ликови, који нису били централни у прошлим сезонама. Епизода се бави темама родитељске депресије, неузвраћене љубави, пријатељства, обостране подршке у вези и страха од напуштања.
| Епизода | Име епизоде (на српском)               | Трајање епизоде | Датум изласка   |
| ------- | -------------------------------------- | --------------- | --------------- |
| 1       | „Ти мрзиш да се дружиш са нама“        | 25 минута       | 14. април 2017. |
| 2       | „Ја сам дечко, нико ме не мрзи“        | 18 минута       | 21. април 2017. |
| 3       | „Шта мислиш о пијанчењу?“              | 28 минута       | 28. април 2017. |
| 4       | „Алах би те закопао“                   | 30 минута       | 5. мај 2017.    |
| 5       | „Ако си ти тужна, онда сам и ја тужан“ | 27 минута       | 12. мај 2017.   |
| 6       | „Да ли ти је лош дан?“                 | 30 минута       | 26. мај 2017.   |
| 7       | „Морамо се држати заједно“             | 36 минута       | 2. јун 2017.    |
| 8       | „Највећи губитници у школи“            | 35 минута       | 9. јун 2017.    |
| 9       | „Живот се смеши“                       | 48 минута       | 16. јун 2017.   |
| 10      | „Хвала на свему“                       | 59 минута       | 24. јун 2017.   |